# Allens Hörnchen
Allens Hörnchen (Sciurus alleni) ist eine Hörnchenart aus der Gattung der Eichhörnchen (Sciurus). Es ist im Norden Mexikos verbreitet.

## Merkmale
Allens Hörnchen erreicht eine Kopf-Rumpf-Länge von etwa 22 bis 25,4 Zentimetern bei einem Gewicht von etwa 290 bis 510 Gramm. Der Schwanz wird 21,7 bis 24,7 Zentimeter lang und ist damit etwa so lang wie der Restkörper. Die Rückenfärbung der Tiere ist gelb-braun, durchsetzt mit schwarzen und grauen Tönen. Der Kopf ist in der Regel dunkler, die Körperseiten sind heller als der Rücken und die Bauchseite ist weiß. Um die Augen ist ein weißer oder sandfarbener Augenring ausgebildet. Die Beine sind ebenfalls weiß oder sandfarben, oberseits schwarz durchsetzt. Der Schwanz ist schwarz, teilweise mit gelblicher oder sandfarbener Einwaschung und weiß gefrostet. Innerhalb der Art kann es auch zu Melanismus, also zu vollständig schwarzen Tieren, kommen.

## Verbreitung
Allens Hörnchen ist im Norden Mexikos verbreitet, wo es im südwestlichen Coahuila über Nuevo León bis in das westliche Tamaulipas und den äußersten Norden von San Luis Potosi vorkommt. Die Höhenverbreitung reicht von 600 bis etwa 2550 Meter.

## Lebensweise
Allens Hörnchen lebt vor allem in Eichen- und Kiefern-Eichen-Wäldern der Bergregion, nutzt jedoch auch ähnliche Lebensräume bis in das Flachland. Die Tiere sind tagaktiv und bewegen sich sowohl im Blattwerk als auch am Boden. Sie ernähren sich herbivor vor allem von Samen und Früchten der Wälder, darüber hinaus jedoch auch von Erdnüssen, Mais, Getreide, Gemüse und Früchten aus dem landwirtschaftlichen Anbau, sie können dabei in Feldern größere Schäden anrichten. Darüber hinaus fressen sie Insektenlarven, Insekten und auch kleine Wirbeltiere (Amphibien).
Die Fortpflanzungszeit ist ganzjährig, der Wurf besteht aus einem bis vier Jungtieren. Die Nester werden in Baumhöhlen oder im Geäst aus Pflanzenmaterial gebaut.

## Systematik
Allens Hörnchen wird als eigenständige Art innerhalb der Gattung der Eichhörnchen (Sciurus) eingeordnet, die aus fast 30 Arten besteht. Die wissenschaftliche Erstbeschreibung stammt von Edward William Nelson aus dem Jahr 1898, der die Art anhand von Individuen aus Monterrey im mexikanischen Bundesstaat Nuevo León beschrieb. Er benannte die Art nach dem amerikanischen Zoologen Joel Asaph Allen. Aufgrund von Merkmalen des Zungenbeins wurde die Art teilweise der Untergattung Parasciurus zugeordnet. Aufgrund der Ähnlichkeit zu Peters’ Hörnchen (S. oculatus) galt sie teilweise auch als Unterart desselben.
Innerhalb der Art werden neben der Nominatform keine weiteren Unterarten unterschieden.

## Status, Bedrohung und Schutz
Allens Hörnchen wird von der International Union for Conservation of Nature and Natural Resources (IUCN) als „nicht gefährdet“ (least concern) eingeordnet. Begründet wird dies durch das relativ große Verbreitungsgebiet, die angenommenen hohen Bestandszahlen und das Vorkommen in mehreren Schutzgebieten. Die Hauptgefahr für die Art geht von der zunehmenden Entwaldung durch Holzeinschlag und Brandrodung und die Umwandlung der Habitate in landwirtschaftlich genutzte Flächen in ihrem Verbreitungsgebiet aus, nach Schätzungen gingen die Bestände in den letzten 15 Jahren um 13 bis 23 % zurück.